# Шкляров, Владимир Андреевич
Влади́мир Андре́евич Шкляро́в (9 февраля 1985, Ленинград — 16 ноября 2024[…], Санкт-Петербург) — российский артист балета, премьер Мариинского театра с 2011 по 2024 годы. Заслуженный артист Российской Федерации (2020).

## Биография
Родился 9 февраля 1985 года в Ленинграде.
В 2003 году окончил Академию русского балета имени А. Я. Вагановой по классу педагога Виталия Афанаскова, после чего был принят в балетную труппу Мариинского театра.
В 2009 году завоевал I премию и золотую медаль Международного конкурса артистов балета в Москве.
В 2011 году получил статус премьера театра. В репертуаре артиста — классические балеты и современная хореография.
В сезоне 2016/17 был премьером Баварского государственного балета, с 2017 года — приглашённый премьер труппы.
Бывший супруг балерины Марии Ширинкиной, первой солистки Мариинского театра. Сын Алексей (род. 2015) и дочь Александра.
Осудил начавшееся в 2022 году полномасштабное российское вторжение в Украину.

### Смерть
Погиб в ночь на 16 ноября 2024 года в Санкт-Петербурге, на 40-м году жизни. Согласно официальной версии, около часа ночи Шкляров, находясь в нестабильном психоэмоциональном состоянии, связанном с приёмом сильнодействующих обезболивающих препаратов перед предстоящим серьёзным хирургическим вмешательством, при попытке перелезть на соседний балкон по карнизу здания, где проживал, сорвался вниз с 5-го этажа.
Церемония прощания прошла 21 ноября 2024 года в белом фойе Мариинского театра, отпевание состоялось в Никольском соборе. Похоронен на Смоленском кладбище Санкт-Петербурга.

## Награды
- Заслуженный артист Российской Федерации (11 марта 2020) — за большой вклад в развитие отечественной культуры и искусства, многолетнюю плодотворную деятельность[14].
- Обладатель приза студенческого конкурса АРБ имени Вагановой Vaganova Prix, I премии и золотой медали Международного конкурса артистов балета и хореографов в Москве (2009), наград журнала «Балет» и танцевального фестиваля Dance Open (2014)[5]. • Обладатель учрежденной журналом «Балет» премии «Душа танца – 2008» в номинации «Восходящая звезда»  • Обладатель ежегодной международной премии «За искусство танца им. Леонида Мясина» (Позитано, Италия, 2008)  • Обладатель стипендии Zegna – Mariinsky New Talent Awards (Лондон, 2008)